# Scholastes furcatifascia
Scholastes furcatifascia är en tvåvingeart som beskrevs av Günther Enderlein 1924. Scholastes furcatifascia ingår i släktet Scholastes och familjen bredmunsflugor. Inga underarter finns listade i Catalogue of Life.